# Valea Hotarului, Argeș
Valea Hotarului este un sat în comuna Dragoslavele din județul Argeș, Muntenia, România. Satul are cam 400 de locuitori și este situat pe valea Dâmboviței, aproape de DN73. Este situat la aprox. 20 kilometri de municipiul Câmpulung Muscel, care este cel mai apropiat oraș.